# Un taxi mauve (roman)
Un taxi mauve est un roman de Michel Déon paru le 13 avril 1973 aux éditions Gallimard et ayant reçu le grand prix du roman de l'Académie française la même année. Ce roman a été adapté par Yves Boisset dans son film Un taxi mauve en 1977.

## Résumé
Ce récit se déroule en Irlande, où le narrateur a décidé de mener une existence simple et oisive, consacrée à la lecture, à la chasse et à la musique. Il se lie d'amitié avec des personnes hors du commun, menant comme lui une vie retirée, et qui vont former un groupe aux relations complexes. Il y a d'abord Jerry Kean, rejeton perdu d'une riche famille américaine d'origine irlandaise, exilé dans la maison des ancêtres pour expier son existence hasardeuse. Puis il y a la sœur de ce dernier, Sharon, beauté envoûtante, devenue par mariage princesse allemande, puis une autre sœur, Moïra, actrice de cinéma de renommée mondiale. Il y a aussi Taubelman, personnage nimbé de mystère, gargantuesque, fabulateur prodigieux, et surtout Anne, sa prétendue fille, muette volontaire au charme discret. Il y a aussi Seamus Scully, médecin à la retraite, qui devient le principal complice de l'intrigue.
Abandonnant sa solitude, le narrateur sera bercé de sentiments, pour Sharon d'abord, pour Anne ensuite, par l'amitié qu'il noue avec Jerry, toujours dans l'atmosphère de mystère imposée par l'inévitable Taubelman. Le cadre des parties de chasse, des marches matinales jusqu'aux étangs inaccessibles accompagnées de chiens fidèles, des pubs où l'on boit ferme en compagnie de gens rudes, imprègnent ce roman, irlandais avant tout.

## Éditions
- Un taxi mauve, éditions Gallimard, 1973  (ISBN 2-07-018023-9)[2].